# Кино про Алексеева
«Кино про Алексеева» — российский трагикомедийный кинофильм 2014 года режиссёра Михаила Сегала.
Главные роли исполнили Александр Збруев (создал ключевой заглавный образ советского барда), Алексей Капитонов и Татьяна Майст.
Был тепло принят отечественной кинопрессой и удостоен ряда наград.

## Сюжет
Одинокий, доживающий свои дни в деревенской глуши старик Алексеев (Александр Збруев) попадает в центр событий, уносящих его на много лет назад. Алексеев узнаёт о себе нечто большее, чем знал и мог предполагать: о своём таланте, своей любви, о следе, который он оставил в жизни других людей.

## В ролях
- Александр Збруев — Николай Васильевич Алексеев
- Алексей Капитонов — Алексеев в молодости
- Татьяна Майст — Лидия Сергеевна Архипова
- Ксения Радченко — Архипова в молодости
- Дарья Гуцул — Архипова в детстве
- Анастасия Попкова — Ася, жена Алексеева
- Максим Виноградов — звукорежиссёр, сын Архиповой
- Светлана Первушина — Лика
- Денис Фомин — Саша
- Дмитрий Гудочкин — Тарковский
- Иван Звягинцев — Солоницын
- Анастасия Смоктуновская — Ирма Рауш
- Ольга Порублёва — ассистент Тарковского
- Андрей Макаревич — камео
- Константин Юшкевич — директор радиостанции
- Ангелина Римашевская — жеребенок

## Создание
Перед съёмками «Кино про Алексеева» в сети осуществлялся краудфандинг — частично бюджет фильма финансировался зрителями с помощью ресурса planeta.ru.
А. Збруев сыграл в фильме после десятилетнего перерыва, в возрасте 77 лет. Он специально освоил шестиструнную гитару для роли Алексеева.
«Секретная модель советского автомата» — это винтовка M14 EBR.
В фильм «Кино про Алексеева» перекочевали некоторые персонажи из предыдущего фильма режиссёра — «Рассказы» (2011).
Вся музыка и все «бардовские» песни написаны Михаилом Сегалом специально для фильма. Исключение составляют песни «Дезертир» (Ф. Вейс — И. Гольцов) и «Ты свети» (В. Русин).

## Отзывы и критика
Фильм был в целом благожелательно встречен кинокритиками. Пресса в особенности отметила блестящую игру Александра Збруева.
Денис Корсаков («Комсомольская правда») считает роль Алексеева лучшим, что Збруев сделал за всю свою кинокарьеру. По его мнению, у режиссёра Михаила Сегала получилась «очень трогательная и забавная история о любви, которая всё-таки позволяет даже таким дуракам, как Алексеев, надеяться на спасение и искупление».
Илья Миллер («The Hollywood Reporter») усмотрел сходство с фильмом «Внутри Льюина Дэвиса» братьев Коэнов («и здесь, и там — фиктивный лузер с шестиструнной гитарой мотается по большому городу»). Критик отметил серьёзность и меланхоличность тона нового фильма Сегала, что отличает его от предыдущих «Рассказов», и счёл «Кино про Алексеева» гораздо более зрелым в плане идей фильмом.
Василий Корецкий («Colta») увидел «историю ничтожества, в своем поражении превратившегося в трагическую фигуру», рассказанную языком анекдота, в котором изрядно достается шестидесятничеству. Критик отмечает тонкость повествования с красноречивыми недосказанностями, но считает неудачным многословный финал фильма, «вмиг превращающим легкую, ироничную кинопрозу в вязкую, жёваную-пережёваную кашу».
Ксения Реутова («Частный корреспондент») считает героя фильма Алексеева человеком, пропустившим через себя эпоху, но не оставившим в ней никакого следа. Критик называет фильм «киносагой о бардах, обманчиво легкой, очень амбициозной, невероятно красивой».
Ольга Шакина («GQ») отмечает, что в «Кино про Алексеева» поднимается целый пласт советской культуры, который «в силу его невероятной беззащитности» никто не трогал — авторскую песню, КСП.
Антон Долин («Вести FM») считает, что баланс между современными сценами и воспоминаниями о молодости выдержан в фильме далеко не безупречно, и отмечает провокационность концепции самого бардовского движения в картине Сегала: «Будто бы и не было на самом деле ни многотысячных аудиторий, ни всесоюзного культа, ни всей этой самобытной культуры. Однако Збруев играет превосходно, сценарий фильма полон неожиданных поворотов, да и сам выбор столь причудливой темы говорит в пользу режиссёра».

## Фестивали и премии
- 25-й Открытый Российский Кинофестиваль «Кинотавр», 2014. Конкурс.
- 8-й Фестиваль имени А. Тарковского в Плёсе, 2014. Фильм открытия[8].
- 36-й Московский Международный Кинофестиваль, 2014. Фильм открытия российских программ[9].
- Одесский Международный Кинофестиваль, 2014. Гала-премьера[10]
- 15-й открытый Юбилейный фестиваль кинокомедии «Улыбнись, Россия» в г. Тула. Премьера.
- Фестиваль «Московская премьера» — приз им. Михаила Ульянова за лучшее исполнение мужской роли — Александру Збруеву[11].
- Премия «Золотой орёл 2014» За лучшую мужскую роль — Александру Збруеву[12].
- XXIII кинофестиваль «Виват кино России!»[13]:
  - приз за лучший сценарий — Михаилу Сегалу
  - приз прессы